# Freie Wähler Main-Kinzig-Kreis
Freie Wähler Main-Kinzig-Kreis (offiziell: Freie Wähler Main-Kinzig, FW) ist eine im Main-Kinzig-Kreis aktive Wählergruppe in der Rechtsform eines eingetragenen Vereins. Formal ist sie unabhängig von der Kreisvereinigung der Partei Freie Wähler und von den örtlichen Wählergruppen im Kreisgebiet, es bestehen aber enge personelle Verflechtungen sowie Übereinstimmungen der politischen Ausrichtung.

## Ausrichtung
Die Freie Wähler Main-Kinzig haben gemäß ihrer Satzung die Teilnahme an den Wahlen zum Kreistag mit Wahlvorschlägen als ihren Zweck mit festgelegt. Sie verstehen sich als Interessenvertretung auf Kreisebene der in den Gemeinden des Landkreises agierenden Wählergruppen. In ihrer Außendarstellung legt die Wählergruppe besonderen Wert auf ihre parteipolitische Unabhängigkeit und ihre alleinige Fokussierung auf die Interessen der Bürger. Die Stärkung der Bürgerbeteiligung nimmt für sie dementsprechend einen hohen Stellenwert ein.
Als ihre politischen Leitlinien benennen die Freie Wähler Main-Kinzig die Stärkung der Kommunen und des ländlichen Raums, das Bekenntnis zur Sozialen Marktwirtschaft, die Förderung der Energiewende, die Verbesserung der inneren Sicherheit sowie die Unterstützung der Familien.

## Organisation
Mitglied im Verein kann nur werden, wer mindestens 16 Jahre alt ist, seinen Wohnsitz im Main-Kinzig-Kreis hat, keiner politischen Partei mit Ausnahme der FW-Vereinigungen angehört und sich zu Grundgesetz und Hessischer Verfassung bekennt.
Die Freie Wähler Main-Kinzig sind Mitglied des hessischen Landesverbands kommunaler Wählergruppen Freie Wähler – FWG Hessen e. V.

## Geschichte
Die Freie Wähler Main-Kinzig wurden am 18. Dezember 1992 als Freie Wählergemeinschaft Main-Kinzig-Kreis in Niederrodenbach gegründet.
Bei den ersten beiden Wahlteilnahmen scheiterten die Freie Wähler Main-Kinzig knapp an der Sperrklausel. Infolge der Abschaffung der Sperrklausel gelang ihnen 2001 erstmals der Einzug in den Kreistag, in dem sie seitdem vertreten sind.
In der Wahlperiode zwischen 2011 und 2016 bildeten die Freie Wähler eine Koalition mit SPD und Grünen.
| Kreiswahl | Anteil der Stimmen | Mandate |
| --------- | ------------------ | ------- |
| 1993      | 4,8 %              | 0       |
| 1997      | 4,9 %              | 0       |
| 2001      | 3,7 %              | 3       |
| 2006      | 4,6 %              | 4       |
| 2011      | 5,0 %              | 4       |
| 2016      | 5,0 %              | 4       |
| 2021      | 6,85 %             | 6       |